# اسلام‌آباد (صاحب سقز)
اسلام‌آباد یا مامه‌شا روستایی از توابع بخش زیویه در شهرستان سقز است که در استان کردستان ایران قرار دارد.

## جمعیت
این روستا در دهستان صاحب واقع شده و براساس سرشماری سال ۱۳۸۵، جمعیت آن ۱۷۹ نفر (۳۴ خانوار) بوده‌است.